# みどりの中央
みどりの中央（みどりのちゅうおう）は、茨城県つくば市にある町名。郵便番号は305-0882。

## 概要
つくば市の南西部に位置する。首都圏新都市鉄道つくばエクスプレスみどりの駅の東側に位置する。

## 沿革
- 2016年5月21日 - 区画整理が完了し、みどりの中央が成立。

## 世帯数と人口
2017年（平成29年）8月1日現在の世帯数と人口は以下の通りである。
| 町丁         | 世帯数  | 人口    |
| ------------ | ------- | ------- |
| みどりの中央 | 871世帯 | 2,027人 |

## 施設
- つくば市立みどりの学園義務教育学校
- 鹿島アントラーズつくばアカデミーセンター
- ファミリーマート
- 源流の森公園